# Porochilus obbesi
Porochilus obbesi är en fiskart som beskrevs av Weber, 1913. Porochilus obbesi ingår i släktet Porochilus och familjen Plotosidae. Inga underarter finns listade i Catalogue of Life.